# Хиљаду зашто?
„Хиљаду зашто?” је југословенска телевизијска серија снимљена 1965. године у продукцији Телевизије Београд.

## Улоге
| Глумац            | Улога                   |
| ----------------- | ----------------------- |
| Станислава Пешић  | Сташа (1 еп. 1965)      |
| Зоран Радмиловић  | Зоран (1 еп. 1965)      |
| Душан Голумбовски | (непознат број епизода) |
| Петар Краљ        | (непознат број епизода) |
| Драган Лаковић    | (непознат број епизода) |
| Божидар Стошић    | (непознат број епизода) |

Комплетна ТВ екипа ▼
| Редитељ     | Вера Белогрлић    | (1 еп. 1965)            |
| Сценариста  | Милан Брујић      | (1 еп. 1965)            |
| Сценариста  | Љубивоје Ршумовић | (1 еп. 1965)            |
| Композитор  | Миодраг Илић Бели | (1 еп. 1965)            |
| Сценограф   | Никола Теодоровић | (1 еп. 1965)            |
| Костимограф | Гордана Поповић   | (непознат број епизода) |